# 莫妮卡·普夫卢格

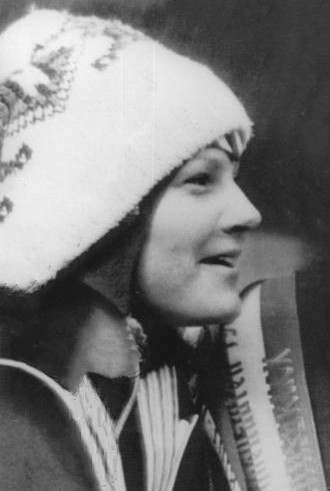
莫妮卡·普夫卢格 (1974年)

莫妮卡·普夫卢格（德語：Monika Pflug，1954年3月1日—），德国女子速度滑冰运动员。她曾代表西德获得1972年冬季奥运会速度滑冰比赛女子1000米金牌。她也参加了1976年、1980年、1984年和1988年冬季奥运会。